# Pablo de Arce y Arroyo
Pablo de Arce y Arroyo gobernador y capitán general de las Provincias de Sonora y Sinaloa. Había sido regidor del Ayuntamiento de la Ciudad de México y juez de Menores y Albaceazgos cuando se le nombró gobernador en lugar de Ortiz de Parrilla. Tomó posesión en enero de 1753, practicó una visita general a las Provincias al año siguiente en intervino, por comisión especial de la Audiencia de Guadalajara, en el juicio sobre las minas de Topango, jurisdicción de Chínipas, en las que estaba interesado el presbítero Pedro Gabriel de Aragón, párroco del Real de Álamos. Desempeñó el gobierno hasta el 30 de julio de 1755 en que lo sustituyó el coronel Mendoza.